# Coupe de Serbie de football 2006-2007
Navigation
Coupe de Serbie 2007-2008
La Coupe de Serbie 2006-2007 est la 1re édition de la coupe nationale serbe. Elle prend place entre le 20 septembre 2006 et le 15 mai 2007, date de la finale disputée au stade du Partizan de Belgrade.
La compétition est remportée par le Étoile rouge de Belgrade, qui gagne son premier titre aux dépens du Vojvodina Novi Sad.

## Format
Un total de 32 équipes prennent part à la compétition. Cela inclut les treize clubs serbes de la première division serbo-monténégrine lors de la saison 2005-2006, ainsi que quatorze équipes serbes du deuxième échelon. Les cinq derniers clubs participants sont les différents vainqueurs des coupes régionales de la saison 2005-2006, c'est-à-dire le FK Teleoptik (Belgrade), le Timok Zaječar (Est), le Mokra Gora (Kosovo-Métochie), le Jedinstvo Užice (Ouest) et le Big Bull Bačinci (Voïvodine).
L'intégralité des confrontations se jouent en un seul match à élimination directe. À l'exception de la finale, aucune prolongation n'est disputée en cas d'égalité à l'issue du temps réglementaire, la rencontre étant alors directement décidée par une séance de tirs au but.
Le vainqueur de la coupe se qualifie pour le premier tour de qualification de la Coupe UEFA 2007-2008. Si celui-ci est déjà qualifié pour une compétition européenne par un autre biais, cette place est réattribuée au finaliste. S'il est lui-même déjà qualifié, elle est alors reversée au championnat de première division.

## Seizièmes de finale
| Date              | Locaux                        | Score             | Visiteurs                |
| ----------------- | ----------------------------- | ----------------- | ------------------------ |
| 20 septembre 2006 | Partizan Belgrade (D1)        | 3 - 0             | (D2) ČSK Pivara Čelarevo |
| 20 septembre 2006 | Vojvodina Novi Sad (D1)       | 4 - 1             | (D2) BASK Belgrade       |
| 20 septembre 2006 | Bežanija Novi Belgrade (D1)   | 4 - 0             | (D2) Mačva Šabac         |
| 20 septembre 2006 | Radnički Niš (D2)             | 3 - 0             | (D1) Hajduk Kula         |
| 20 septembre 2006 | OFK Mladenovac (D1)           | 2 - 1             | (D1) FK Smederevo        |
| 20 septembre 2006 | Spartak Subotica (D2)         | 0 - 2             | (D1) Mladost Apatin      |
| 20 septembre 2006 | Big Bull Bačinci (D3)         | 0 - 4             | (D1) OFK Belgrade        |
| 20 septembre 2006 | Timok Zaječar (D3)            | 0 - 1             | (D2) Banat Zrenjanin     |
| 20 septembre 2006 | FK Teleoptik (D3)             | 2 - 2 (4 - 5 tab) | (D1) Voždovac Belgrade   |
| 20 septembre 2006 | Mokra Gora (D4)               | 1 - 1 (3 - 2 tab) | (D1) Borac Čačak         |
| 20 septembre 2006 | Obilić Belgrade (D2)          | 0 - 3             | (D2) Vlasina Vlasotince  |
| 20 septembre 2006 | Srem Sremska Mitrovica (D2)   | 1 - 0             | (D1) Rad Belgrade        |
| 20 septembre 2006 | Napredak Kruševac (D2)        | 3 - 0             | (D2) Javor Ivanjica      |
| 20 septembre 2006 | Jedinstvo Užice (D4)          | 1 - 3             | (D2) FK Čukarički        |
| 25 octobre 2006   | Étoile rouge de Belgrade (D1) | 3 - 0             | (D2) FK Sevojno          |
| 25 octobre 2006   | FK Zemun (D1)                 | 1 - 1 (3 - 5 tab) | (D1) Radnički Pirot      |

## Huitièmes de finale
| Date            | Locaux                  | Score             | Visiteurs                     |
| --------------- | ----------------------- | ----------------- | ----------------------------- |
| 25 octobre 2006 | Mladost Apatin (D1)     | 2 - 0             | (D1) OFK Belgrade             |
| 25 octobre 2006 | Banat Zrenjanin (D1)    | 1 - 1 (8 - 7 tab) | (D2) Napredak Kruševac        |
| 25 octobre 2006 | Voždovac Belgrade (D2)  | 1 - 2             | (D2) FK Čukarički             |
| 25 octobre 2006 | Partizan Belgrade (D1)  | 2 - 0             | (D2) Srem Sremska Mitrovica   |
| 25 octobre 2006 | OFK Mladenovac (D2)     | 0 - 1             | (D1) Vojvodina Novi Sad       |
| 25 octobre 2006 | Vlasina Vlasotince (D2) | 0 - 0 (2 - 4 tab) | (D1) Bežanija Novi Belgrade   |
| 8 novembre 2006 | Mokra Gora (D4)         | 1 - 2             | (D1) Étoile rouge de Belgrade |
| 8 novembre 2006 | Radnički Pirot (D2)     | 3 - 1             | (D2) Radnički Niš             |

## Quarts de finale
| Date         | Locaux               | Score | Visiteurs                     |
| ------------ | -------------------- | ----- | ----------------------------- |
| 14 mars 2007 | Mladost Apatin (D1)  | 0 - 3 | (D1) Partizan Belgrade        |
| 14 mars 2007 | Banat Zrenjanin (D1) | 1 - 0 | (D1) Bežanija Novi Belgrade   |
| 14 mars 2007 | FK Čukarički (D2)    | 0 - 2 | (D1) Étoile rouge de Belgrade |
| 14 mars 2007 | Radnički Pirot (D2)  | 0 - 2 | (D1) Vojvodina Novi Sad       |

## Demi-finales
| Date          | Locaux                        | Score | Visiteurs              |
| ------------- | ----------------------------- | ----- | ---------------------- |
| 18 avril 2007 | Étoile rouge de Belgrade (D1) | 1 - 0 | (D1) Partizan Belgrade |
| 18 avril 2007 | Vojvodina Novi Sad (D1)       | 1 - 0 | (D1) Banat Zrenjanin   |

## Finale
| Titulaires :  |  |                           |     |
|               |  |                           |     |
| G             |  | 0 Ivan Ranđelović         |     |
| D             |  | 0 Dušan Basta             |     |
| D             |  | 0 Ibrahima Gueye          |     |
| D             |  | 0 Đorđe Tutorić           |     |
| D             |  | 0 Dušan Anđelković        |     |
| M             |  | 0 Dejan Milovanović       |     |
| M             |  | 0 Segundo Castillo        |     |
| M             |  | 0 Nenad Milijaš           |     |
| A             |  | 0 Milanko Rašković (en)   | 56e |
| A             |  | 0 Ognjen Koroman          | 84e |
| A             |  | 0 Milan Purović           | 75e |
|               |  |                           |     |
| Remplaçants : |  |                           |     |
| A             |  | 0 Igor Burzanović         | 56e |
| A             |  | 0 Dušan Đokić             | 75e |
| D             |  | 0 Nebojša Joksimović (en) | 84e |
|               |  |                           |     |
| Entraîneur :  |  |                           |     |
| Marko Nikolić |  |                           |     |

| Titulaires :    |  |                         |     |
|                 |  |                         |     |
| G               |  | 0 Damir Kahriman        |     |
| D               |  | 0 Miodrag Stošić        |     |
| D               |  | 0 Igor Đurić            |     |
| D               |  | 0 Nino Pekarić          |     |
| D               |  | 0 Nikola Petković       |     |
| M               |  | 0 Gojko Kačar           | 75e |
| M               |  | 0 Aleksandar Popović    |     |
| M               |  | 0 Milan Davidov (en)    |     |
| A               |  | 0 Vladimir Buač         | 65e |
| A               |  | 0 Dušan Tadić           | 88e |
| A               |  | 0 Ranko Despotović      |     |
|                 |  |                         |     |
| Remplaçants :   |  |                         |     |
| A               |  | 0 Miodrag Pantelić (en) | 65e |
| A               |  | 0 Predrag Sikimić (en)  | 75e |
| D               |  | 0 Goran Smiljanić (en)  | 88e |
|                 |  |                         |     |
| Entraîneur :    |  |                         |     |
| Milovan Rajevac |  |                         |     |

| Titulaires :  |  |                           |     |
|               |  |                           |     |
| G             |  | 0 Ivan Ranđelović         |     |
| D             |  | 0 Dušan Basta             |     |
| D             |  | 0 Ibrahima Gueye          |     |
| D             |  | 0 Đorđe Tutorić           |     |
| D             |  | 0 Dušan Anđelković        |     |
| M             |  | 0 Dejan Milovanović       |     |
| M             |  | 0 Segundo Castillo        |     |
| M             |  | 0 Nenad Milijaš           |     |
| A             |  | 0 Milanko Rašković (en)   | 56e |
| A             |  | 0 Ognjen Koroman          | 84e |
| A             |  | 0 Milan Purović           | 75e |
|               |  |                           |     |
| Remplaçants : |  |                           |     |
| A             |  | 0 Igor Burzanović         | 56e |
| A             |  | 0 Dušan Đokić             | 75e |
| D             |  | 0 Nebojša Joksimović (en) | 84e |
|               |  |                           |     |
| Entraîneur :  |  |                           |     |
| Marko Nikolić |  |                           |     |

| Titulaires :    |  |                         |     |
|                 |  |                         |     |
| G               |  | 0 Damir Kahriman        |     |
| D               |  | 0 Miodrag Stošić        |     |
| D               |  | 0 Igor Đurić            |     |
| D               |  | 0 Nino Pekarić          |     |
| D               |  | 0 Nikola Petković       |     |
| M               |  | 0 Gojko Kačar           | 75e |
| M               |  | 0 Aleksandar Popović    |     |
| M               |  | 0 Milan Davidov (en)    |     |
| A               |  | 0 Vladimir Buač         | 65e |
| A               |  | 0 Dušan Tadić           | 88e |
| A               |  | 0 Ranko Despotović      |     |
|                 |  |                         |     |
| Remplaçants :   |  |                         |     |
| A               |  | 0 Miodrag Pantelić (en) | 65e |
| A               |  | 0 Predrag Sikimić (en)  | 75e |
| D               |  | 0 Goran Smiljanić (en)  | 88e |
|                 |  |                         |     |
| Entraîneur :    |  |                         |     |
| Milovan Rajevac |  |                         |     |